# سوبر برستيج بيرنود 1970
سوبر برستيج بيرنود 1970 هو الموسم 12 من سوبر برستيج بيرنود،  بدأ الموسم بسباق باريس-نايس 1970 في 8 مارس 1970.
فاز بالمركز الأول إيدي ميركس، وبالمركز الثاني هيرمان فان سبرينجيل، وبالمركز الثالث خيسوس لويس أوكانيا

## السباقات
| 08 – 16 مارس 1970        | باريس-نيس                                             | إيدي ميركس          | خيسوس لويس أوكانيا | يان يانسين              |
| 19 مارس                  | ميلان-سان ريمو                                        | Michele Dancelli ‏   | غربن كارستينس      | إريك ليمان              |
| 5 أبريل                  | طواف فلاندرز                                          | إريك ليمان          | والتر جوديفروت     | إيدي ميركس              |
| 12 أبريل                 | سباق باريس روبيه                                      | إيدي ميركس          | روجر دي فلايمينك   | إريك ليمان              |
| 19 أبريل                 | لا فليش والون                                         | إيدي ميركس          | جورج بينتينس       | إريك دي فلامنك          |
| 23 أبريل – 12 مايو 1970  | طواف إسبانيا                                          | خيسوس لويس أوكانيا  | أغوستين تاماميس    | هيرمان فان سبرينجيل     |
| 1 مايو                   | إشبورن-فرانكفورت                                      | رودي آلتيج          | يوب زوتميلك        | Ottavio Crepaldi ‏       |
| 05 – 10 مايو 1970        | أربعة أيام من دونكيرك                                 | ويلي فان نيستي      | جان ماري لوبلان    | فرنسا                   |
| 18 مايو – 07 يونيو 1970  | طواف إيطاليا                                          | إيدي ميركس          | فيليتشي جيموندي    | Martin Van Den Bossche ‏ |
| 19 – 22 مايو 1970        | سباق دوفين للدراجات                                   | خيسوس لويس أوكانيا  | روجي بانجون        | هيرمان فان سبرينجيل     |
| 02 – 07 يونيو 1970       | جائزة دو ميدي ليبر الكبرى                             | والتر ريتشي         | خوسيه غوميز        | Charly Grosskost ‏       |
| 27 يونيو – 19 يوليو 1970 | طواف فرنسا                                            | إيدي ميركس          | يوب زوتميلك        | غوستا بيترسون           |
| 10 – 13 أغسطس 1970       | Paris–Luxembourg ‏                                     | إريك دي فلامنك      | غويدو رييبروك      | Giacinto Santambrogio ‏  |
| 16 أغسطس                 | سباق الطريق في بطولة العالم لسباق الدراجات على الطريق | جان بيير مونسري     | ليف مورتنسن        | فيليتشي جيموندي         |
| 6 سبتمبر                 | Bordeaux–Paris ‏                                       | هيرمان فان سبرينجيل | لوسيان إيمار       | Roger Rosiers ‏          |
| 2 أكتوبر                 | باريس تورز                                            | Jürgen Tschan ‏      | رينيه بينين        | غويدو رييبروك           |
| 10 أكتوبر                | طواف لومبارديا                                        | فرانكو بيتسي        | فيليتشي جيموندي    | جياني موتا              |
| 18 أكتوبر                | جراند بريكس دي نيشنز                                  | هيرمان فان سبرينجيل | أوله ريتر          | خيسوس لويس أوكانيا      |

## وصلات خارجية
- سوبر برستيج بيرنود 1970 في موقع Cycling Archives سايكلنج أركايفز